# Kugsak

Logo du Kugsak

Kugsak est un club de football groenlandais localisé à Qasigiannguit fondé en 1945.

## Palmarès
- Championnat :
  - 1995, 2002
  - second : 1999, 2000, 2001, 2003, 2007
  - troisième : 1997
- Championnat féminin :
  - Néant